# Alvin Evans

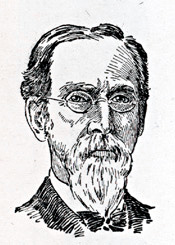
Alvin Evans

Alvin Evans (* 4. Oktober 1845 in Ebensburg, Cambria County, Pennsylvania; † 19. Juni 1906 ebenda) war ein US-amerikanischer Politiker. Zwischen 1901 und 1905 vertrat er den Bundesstaat Pennsylvania im US-Repräsentantenhaus.

## Werdegang
Alvin Evans besuchte die öffentlichen Schulen seiner Heimat und danach das Iron City Business College in Pittsburgh. Anschließend arbeitete er in der Holzbranche. Während des Bürgerkrieges war er für kurze Zeit Soldat in einer Freiwilligenkompanie aus Pennsylvania, die den Vormarsch der Truppen von Robert E. Lee entgegenwirken sollte. Nach einem Jurastudium und seiner 1873 erfolgten Zulassung als Rechtsanwalt begann er in Ebensburg in diesem Beruf zu arbeiten. In dieser Stadt war er auch für eine Amtszeit Bürgermeister. Für einige Jahre war Evans juristischer Vertreter der Pennsylvania Railroad im Cambria County. Er stieg auch in das Bankgewerbe ein und war Mitbegründer und Vorstandsmitglied der First National Bank of Ebensburg. Außerdem saß er zeitweise im Gemeinderat und im Schulausschuss seiner Heimatgemeinde.
Politisch schloss sich Evans der Republikanischen Partei an. Bei den Kongresswahlen des Jahres 1900 wurde er im 20. Wahlbezirk von Pennsylvania in das US-Repräsentantenhaus in Washington, D.C. gewählt, wo er am 4. März 1901 die Nachfolge von Joseph Earlston Thropp antrat. Nach einer Wiederwahl konnte er bis zum 3. März 1905 zwei Legislaturperioden im Kongress absolvieren. Seit 1903 vertrat er dort den 19. Distrikt seines Staates. Im Jahr 1904 verzichtete er auf eine weitere Kandidatur.
Nach dem Ende seiner Zeit im US-Repräsentantenhaus nahm Alvin Evans seine früheren Tätigkeiten wieder auf. Er starb am 19. Juni 1906 in seiner Heimatstadt Ebensburg.